# Євстратівка (Гомельська область)
Євстратівка (біл. Яўстратаўка) — селище в Тереницькій сільській раді Гомельського району Гомельської області Республіки Білорусь.

## Географія

### Розташування
За 25 км на південний захід від Гомеля, за 15 км від залізничної станції Якимівка.

## Гідрографія
На півдні та заході меліоративні канали пов'язані з річкою Іволька (притока річки Уза).

## Транспортна мережа
Транспортні зв'язки степовою, потім автомобільною дорогою Жлобин — Гомель. Станом на 2004 рік у селищі 9 житлових будинків. Планування із короткої, прямолінійної вулиці. Забудова дерев'яних будинків садибного типу.

## Історія
Засноване на початку XX століття переселенцями із сусідніх сіл. 1926 року в Уваровицькому районі Гомельського округу. У 1931 році організовано колгосп. Під час німецько-радянської війни 10 мешканців селища загинули на фронтах.
До 1 серпня 2008 року у складі Телешовської сільської ради.

## Населення

### Чисельність
- 2009 — 7 мешканців.